# Masarine
Masarine je hrid zapadno od otoka Premuda. Pruža se u smjeru SZ-JI, kao i Premuda, a od obale je udaljena oko 300 metara.
Njegova površina iznosi 0,047 km². Dužina obalne crte iznosi 1,71 km.

## Pomorske nesreće
Godine 2015., na hrid se nakukao trajekt Vladimir Nazor, a 2024. katamaran Princ Zadra, koji je kasnije i potonuo.